# Estação Avenida Tibidabo
Avenida Tibidabo (Metro de Barcelona) é uma estação que atende a  Linha 7 do Metro de Barcelona.
A estação foi inaugurada em 1954.

## Facilidades
- elevador;
- escada rolante;
- acesso a telefone celular;

- Barcelona;  Espanha,  Catalunha.